# NGC 4234
NGC 4234 is een balkspiraalstelsel in het sterrenbeeld Maagd. Het hemelobject werd op 7 april 1828 ontdekt door de Britse astronoom John Herschel.

## Synoniemen
- UGC 7309
- MCG 1-31-35
- ZWG 41.61
- VCC 221
- HARO 7
- IRAS 12146+0357
- PGC 39388